# Schietecoven
Schietecoven (Limburgs: Sjietekove) is een gehucht ten zuidwesten van Ulestraten in de gemeente Meerssen in de Nederlandse provincie Limburg. Het gehucht ligt direct naast Maastricht-Aachen Airport tussen de gehuchten Kasen en Humcoven. Aan de zuidkant ligt het natuurgebied "De Biesenberg" en het Kalverbosch. Waar ook een heuvel ligt van 118 meter. Schietecoven wordt al in de zestiende eeuw vermeld als 'Schitecoven'. De naam behoort tot de plaatsnamen met de uitgang '-inghoven' wat aangeeft dat het gehucht is ontstaan uit 'een hof van de familie van...'. De betekenis van het eerste deel van de naam is onbekend, het betreft een eigennaam. Schietecoven werd omstreeks 1850 gespeld als Schitekoven of Scheitecoven, zie de foto van de kadasterkaart.

## Bezienswaardigheid
- Kruiskapel

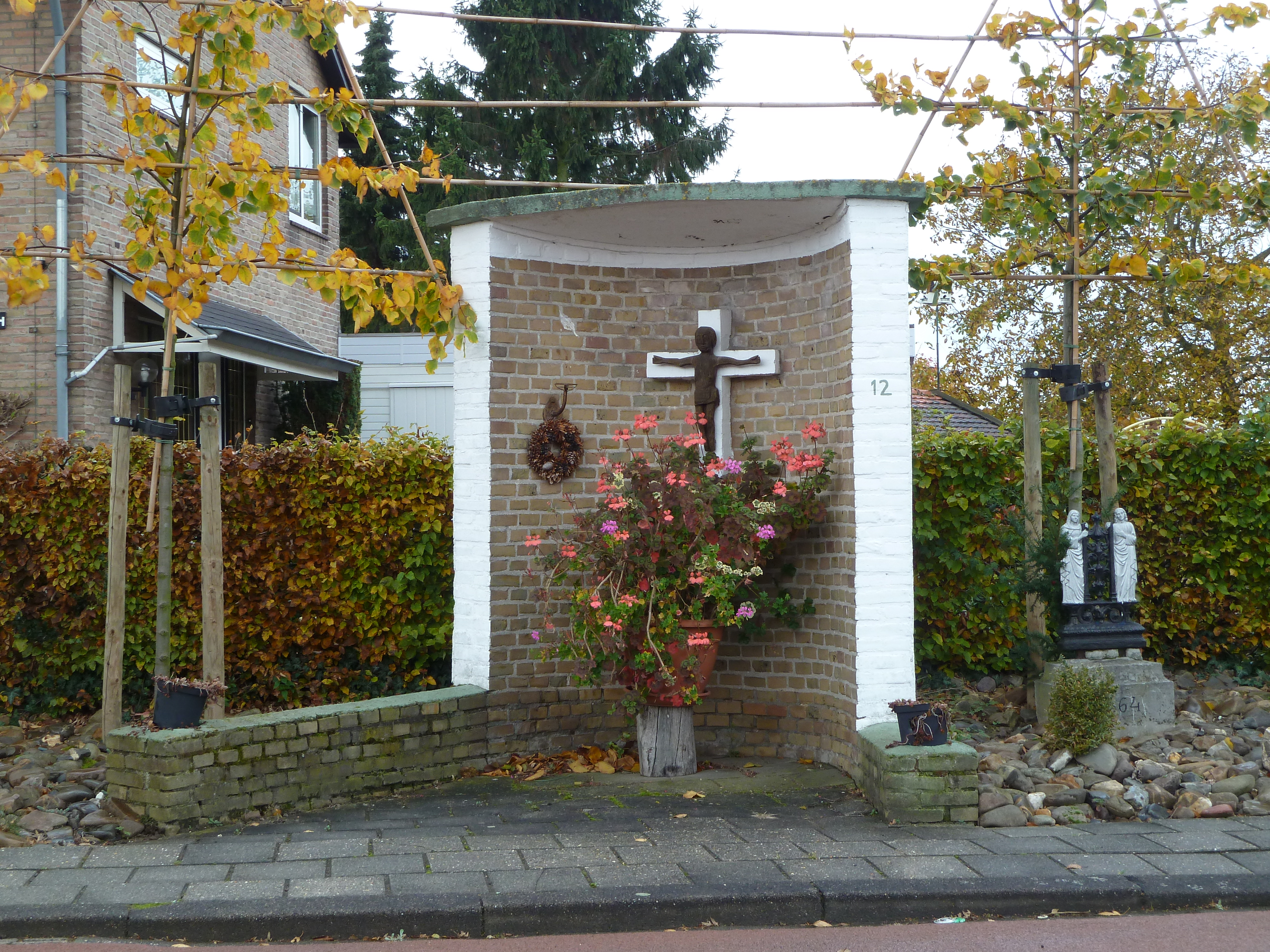
Kruis in kapel
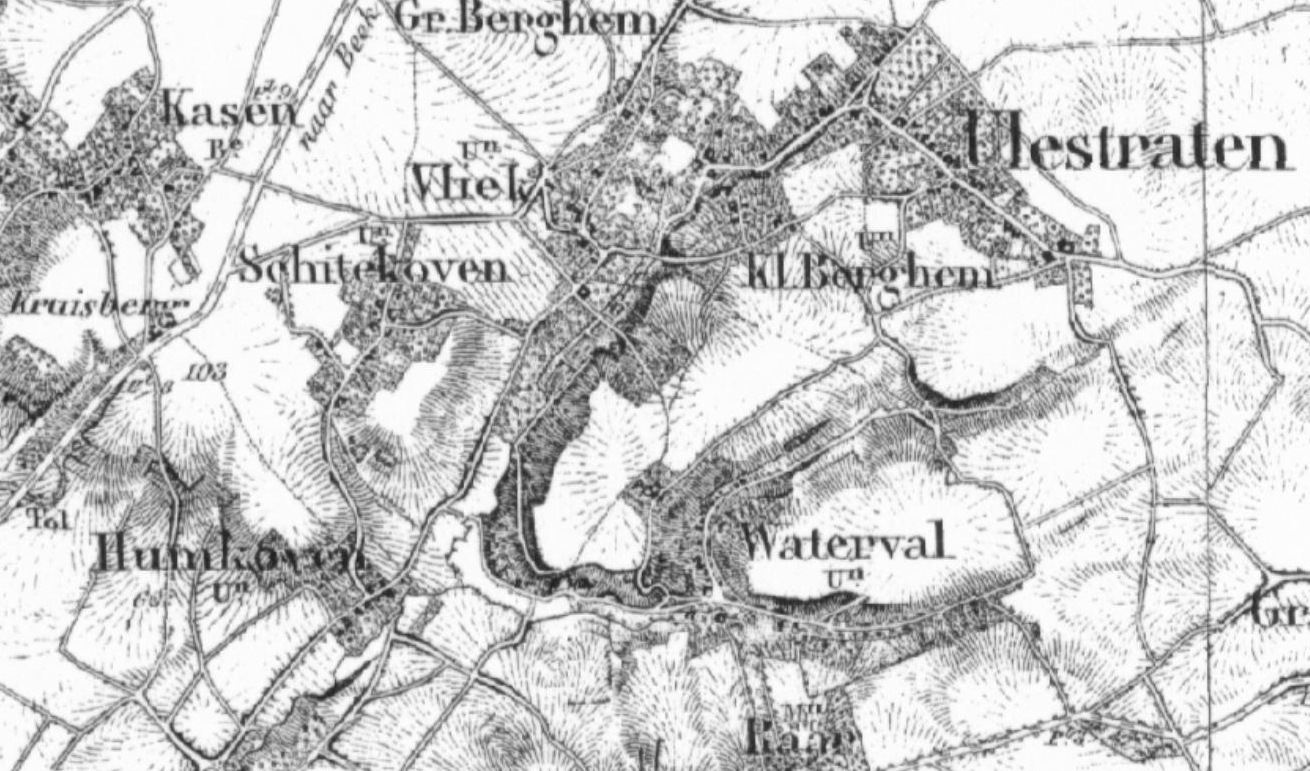
Kaart omgeving Schietecoven rond 1850

Dorpen: Bunde · Geulle · Geulle aan de Maas · Meerssen · Moorveld · Rothem · Ulestraten

Buurtschappen en gehuchten: Broekhoven · Brommelen · Genzon · Groot Berghem · Hulsen · Humcoven · Hussenberg · Kasen · Klein Berghem · Oostbroek · Raar · Schietecoven · Snijdersberg · Stommeveld · Vliek · Voulwames · Waterval · Weert · Westbroek

Limburg: Steden en dorpen      Nederland: Provincies · Gemeenten